# Тушево (Алешинское сельское поселение)
Тушево — деревня в Ду́бровском районе Брянской области, в составе Алешинского сельского поселения. Расположена в 5 км к юго-востоку от села Алешня, в 2 км к юго-западу от одноимённой деревни Дубровского городского поселения. Население — 3 человека (2010).
Возникла в 1920-е годы (для отличия от соседней одноимённой деревни иногда называлась посёлком); до 2005 года входила в Алешенский сельсовет.
| Годы      | 1926 | 1979 | 1989 | 2002 | 2010 |
| --------- | ---- | ---- | ---- | ---- | ---- |
| Население | 46   | 57   | 39   | 7    | 3    |